# Jaroslav Bodnár
Jaroslav Bodnár (* 5. března 1968 Bardejov) je bývalý slovenský fotbalista, reprezentant Československa do 18 a 19 let.

## Fotbalová kariéra
V československé lize hrál za Duklu Banská Bystrica. Nastoupil v 1 ligovém utkání. Ve druhé nejvyšší soutěži hrál za ZŤS Košice, nastoupil ve 44 utkáních a dal 1 gól.

## Ligová bilance
| Ročník                                      | Zápasy | Góly | Minuty | Klub                  |
| ------------------------------------------- | ------ | ---- | ------ | --------------------- |
| 1. slovenská národní fotbalová liga 1985/86 | 20     | 1    | -      | ZŤS Košice            |
| 1. slovenská národní fotbalová liga 1986/87 | 24     | 0    | -      | ZŤS Košice            |
| 1. československá fotbalová liga 1987/88    | 1      | 0    | 90     | Dukla Banská Bystrica |
| CELKEM                                      | 1      | 0    | 90     |                       |